# Julius Sjögren (järnhandlare)

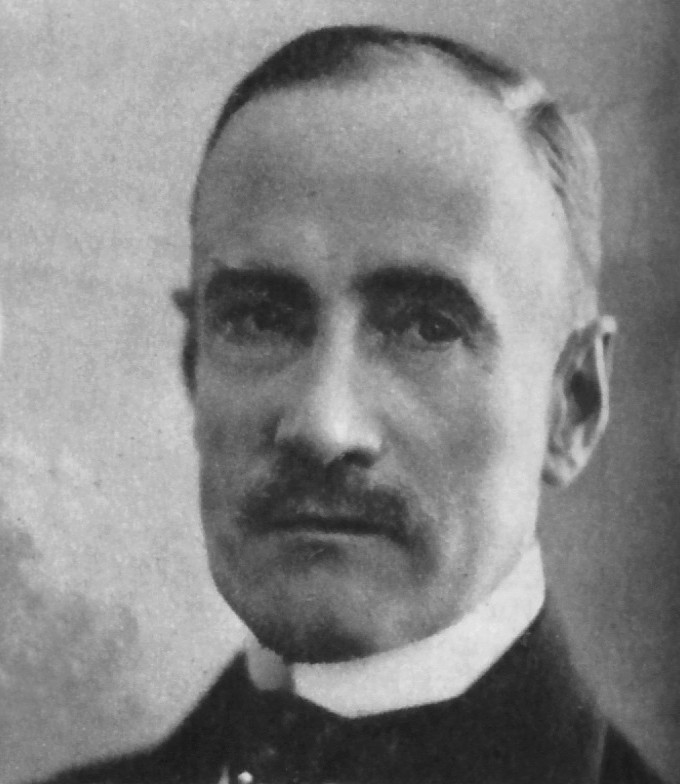
Julius Sjögren på 1930-talet

Eskil Alfred Julius Sjögren, född 28 oktober 1873 i Stockholm, död 21 februari 1952, var en järnhandlare och grundare av järnaffären Julius Sjögren AB i Stockholm. Hans butik tillhörde en av de större i Stockholm och fanns i olika byggnader vid Södermalmstorg. Sjögren hörde till en grupp driftiga affärsmän som Ragnar Frunck, Julius Slöör och John Wall, vilka blev förmögna i takt med att Stockholm växte på malmarna.

## Biografi och verksamhet

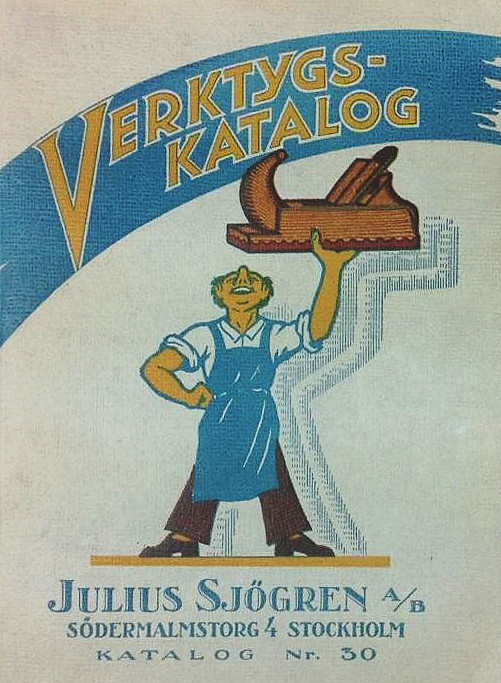
Julius Sjögrens verktygskatalog 1929.

Julius Sjögren var son till löjtnant Johan Alfred Sjögren och Sofia Maria Fogelin. Han anställdes 1889 i järnvaruaffären C.J. Bergman & C:o i Stockholm som bland annat tillverkade fotogenkaminer och fotogenlampor. Därefter kom han som handelsresande till Zarro & C:o. Sitt eget företag startade han 1901 sedan han övertagit bröderna Axel Emil och John Hilmer Dahlgrens järnaffär som hade sina lokaler i det numera rivna kvarteret Trehörning på Södermalm vid Västra Slussgatan 6–8. Samma år blev han medlem i Stockholms Jernkramhandlarförening. År 1913 förvärvades Karlström och Ekman, en vid tiden välkänd järnkramaffär, etablerad redan 1868 på Götgatan. Sjögrens firma ombildades 1917 till aktiebolaget AB Julius Sjögren.
Sjögren blev borgare 1910, en av borgerskapets femtio äldsta 1926 och ledamot av Borgerskapets gubbhus direktion 1941. Omkring år 1911 lät han uppföra sin och familjens privatvilla i det nybildade villasamhälle i Saltsjö-Duvnäs i Nacka. Den pampiga byggnaden, kallad efter byggherren "Villa Sjögren", ritades av arkitektkontoret Höög & Morssing och existerar fortfarande vid Strandpromenaden 3. År 1913 blev Julius Sjögren under några år ägare av Johan Skyttes hus i kvarteret Överkikaren vid Södermalmstorg 4. Han lät påbygga huset med en hög takvåning för konstnären Anders Zorn, som här hade sin stockholmska bostad och ateljé mellan 1913 och 1920.
På fotografier från 1940- och 1950 syns Sjögrens affär vid Södermalmstorg 26 i ett litet fristående hus med rundade hörn och fronton mot Södermalmstorg. Bebyggelsen, som låg mellan Sjöbergsplan och Södermalmstorg, revs 1954 när Södermalmstorg och tunnelbanestationen Slussen fick sin nuvarande form. Därefter flyttade järnhandeln in i bottenvåningens högra lokal på Södermalmstorg 4. Efter Julius Sjögrens död 1952 övertogs verksamheten av sonen Olle Sjögren. Han drev efter 1950 även ett eget företag i Solna, Olle Sjögren AB, som sysslade med grosshandel i trävaror och plywood. 
Enligt Sveriges Handelskalender från 1971 hade AB Julius Sjögren sin järnaffär i Johan Skyttes hus vid Södermalmstorg 4. Som verkställande direktör uppges Gabriel Sandskog, man sysselsatte 34 anställda och årsomsättningen var detta år 10 miljoner kronor. I samma handelskalender uppges även Julius Sjögren AB som moderbolag till konkurrenten AB Julius Slöör med samma adress.

## Familj
År 1905 gifte Julius Sjögren sig med Jenny Elisabeth Uddelin (född 1876). Paret fick tre barn: Irma (född 1906), Birgit (född 1910) och Olof ”Olle” (född 1914). Olle kom att bli disponent i faderns firma och sedermera även ägare. Julius Sjögren fann sin sista vila på Sandsborgskyrkogården där han gravsattes den 6 mars 1952.

## Bilder, butikerna vid Södermalmstorg

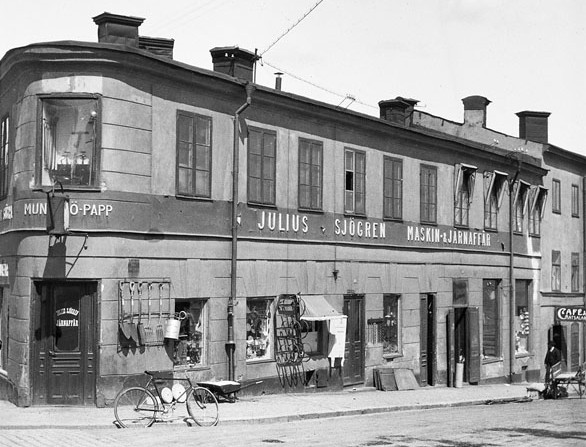
"Julius Sjögren Maskin- & Järnaffär" 1916, Västra Slussgatan 6–8.
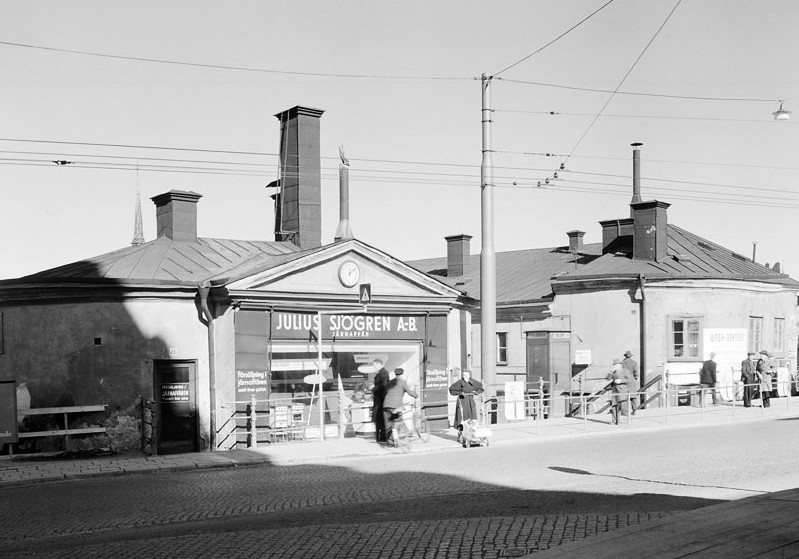
"Julius Sjögren A-B" 1954, Södermalmstorg 26.
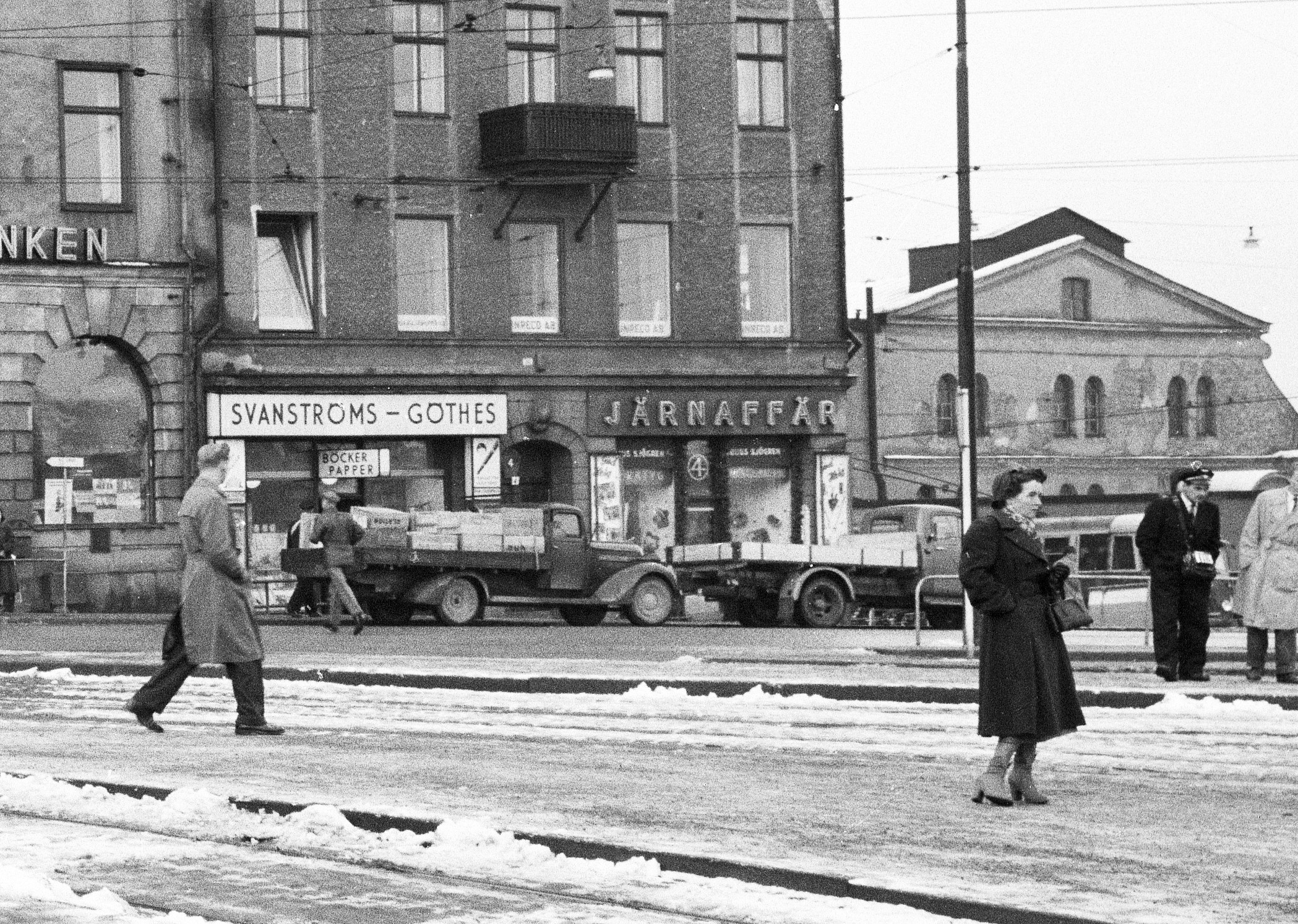
"Järnaffär" 1959, Södermalmstorg 4.
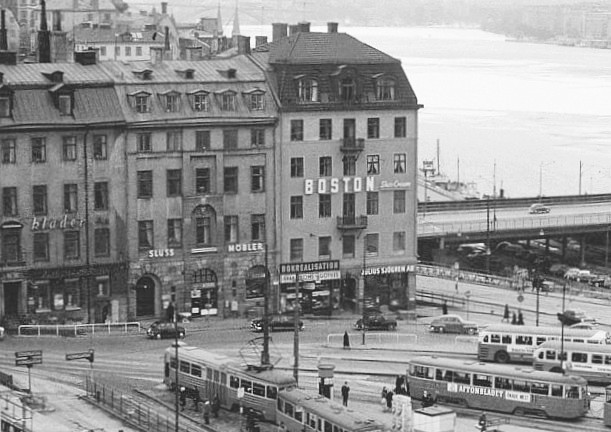
"Julius Sjögren AB" 1964, Södermalmstorg 4.